# جون ريد (قاضي)
جون ريد (بالهولندية: John Reid)‏ هو كاتب قصص مصورة ومقدم تلفزيوني وقاضي هولندي، ولد في 19 فبراير 1968 في أوترخت في هولندا.

## وصلات خارجية
- جون ريد على موقع IMDb (الإنجليزية)